# (32166) 2000 NN6
2000 NN6 (asteroide 32166) é um asteroide da cintura principal. Possui uma excentricidade de 0.04677790 e uma inclinação de 5.14140º.
Este asteroide foi descoberto no dia 3 de julho de 2000 por Spacewatch em Kitt Peak.